# 方學誠
方學誠工程師，JP（1966年11月11日—），香港公務員和工程师，現任土木工程拓展署署長。方在1991年1月加入港英政府土木工程署任職助理工程師，並在1992年12月晉升為工程師。及後，他在2012年8月晉升至首長級公務員的總工程師職級，於2016年7月晉升為政府工程師，並在2018年7月1日獲委任為官守太平紳士。他其後再於2019年6月晉升為首席政府工程師。
在2022年1月6日，土木工程拓展署的職員在香港面對嚴重的2019冠狀病毒病疫情下，在東涌一帶舉行船上派對預祝方學誠升任土木工程拓展署署長，而方更在上岸後與20多名職員一同合照。事件曝光後，儘管方表示事前對活動並不知情，但在土木工程拓展署署長劉俊傑升任發展局常任秘書長（工務）及署任署長李偉彬退休卸任後，方未被委任署長職務，而港府則安排土木工程拓展署北拓展處處長黎卓豪署任署長，並傳出方不能升任的消息。及後，方在2022年5月10日獲港府委任為土木工程拓展署署長。然而，由於洪為民生日派對事件令民政事務局局長徐英偉被革職，因此方的委任消息令港府內驚訝及公眾嘩然。